# Hitomi Kanehara
Hitomi Kanehara (jap. 金原 ひとみ, Kanehara Hitomi; * 8. August 1983 in Tokio) ist eine japanische Schriftstellerin. Sie unternahm bereits im frühen Teenageralter erste Schreibversuche. Unterstützt wurde sie dabei von ihrem Vater Kanehara Mizuhito, der Übersetzer von Kinder- und Jugendliteratur und Literaturprofessor an der Universität Tokyo ist. Sie lebt im Tokyoter Stadtteil Shinjuku.

## Leben
Für ihren ersten Roman Hebi ni piasu (Tokyo Love) erhielt Kanehara 2003 den Subaru-Preis und den Akutagawa-Preis. Sie war zum Zeitpunkt der Auszeichnung 20 Jahre alt und ist damit die bisher zweitjüngste Preisträgerin, und zwar nach Wataya Risa, mit der sie sich letzteren Preis teilte und die während der Verleihung 19 Jahre alt war. Tokyo Love wurde 2008 durch Yukio Ninagawa verfilmt.
2007 übernahm sie eine Rolle als Synchronsprecherin in der Anime-Verfilmung Kafka Inakaisha (カフカ 田舎医者). Kanaharas literarische Werke Tokyo Love, sowie die 2006 veröffentlichte Erzählung Ōtofikushon (Obsession) sind im Deutschen im Ullstein Verlag in der Übersetzung von Sabine Mangold erschienen.
Im Dezember 2010 erhielt Kanehara Hitomi für ihren Roman Trip Trap den mit einem Preisgeld von einer Million Yen dotierten Odasaku-Nosuke-Preis des Ôsaka-Literatur-Instituts und 2012 den ebenfalls mit einer Million Yen dotierten Bunkamura Prix des Deux Magots für Mothers.

## Werke
- 2003 Hebi ni piasu (蛇にピアス), ISBN 4087746836
  - in englischer Übersetzung (von David James Karashima): Snakes and Earrings. 2005, ISBN 0525948899
  - in deutscher Übersetzung (von Sabine Mangold): Tokyo Love.  List, Berlin 2006, ISBN 3471795383
- 2004 Asshu beibii (アッシュベイビー), ISBN 4087747018
- 2005 AMEBIC, ISBN 4087747018
- 2005 Ōtofikushon (オートフィクション), ISBN 9784087753646
  - in englischer Übersetzung (von David James Karashima): Autofiction. 2007, ISBN 9780099515982
  - in deutscher Übersetzung (von Sabine Mangold): Obsession 2007, ISBN 9783550087172
- 2007 Haidora (ハイドラ), ISBN 4103045310
- 2007 Hoshi e ochiru (星へ落ちる), ISBN 4087748979
- 2009 Yūutsu tachi (憂鬱たち), ISBN 4163285202
- 2009 Trip Trap (トリップ・トラップ), ISBN 4048740121
- 2011 Mazāzu (マザーズ), ISBN 9784103045328
- 2012 Marriage, Marriage (マリアージュ・マリアージュ), ISBN 9784103045335
- 2015 Motazaru mono (持たざる者), ISBN  978-4087716061
- 2015 The Book of Tokyo, A City in Short Fiction, ISBN  9781905583577
- 2016 Keihaku (軽薄), ISBN 9784103045342

- 2017 Kuraudo gāru (クラウドガール) ISBN 9784022514448
- 2019 Antarakusha (アタラクシア), ISBN 9784087711844
- 2020 Pari no sabaku, Tōkyō no shinkirō (パリの砂漠、東京の蜃気楼), ISBN 9784834253375
- 2020 Fishy, ISBN 9784022517135
- 2021 Ansōsharudisutansu (アンソーシャル ディスタンス), ISBN 9784103045359
- 2022 Mītsu za wārudo (ミーツ・ザ・ワールド), ISBN 9784087717778
- 2022 Dekurinezon ISBN 9784834253610
- 2023 Hara o sukaseta yūshadomo (腹を空かせた勇者ども), ISBN 9784309031064
- 2023 Hajikete mazare (ハジケテマザレ), ISBN 9784065333389